# Vosí
Vosí je malá vesnice, část města Švihov v okrese Klatovy v Plzeňském kraji. Nachází se asi 3,5 kilometru jihovýchodně od Švihova. Vosí je také název katastrálního území o rozloze 1,56 km².

## Historie
První písemná zmínka o vesnici pochází z roku 1548.

## Obyvatelstvo
| Rok            | 1869 | 1880 | 1890 | 1900 | 1910 | 1921 | 1930 | 1950 | 1961 | 1970 | 1980 | 1991 | 2001 | 2011 | 2021 |
| -------------- | ---- | ---- | ---- | ---- | ---- | ---- | ---- | ---- | ---- | ---- | ---- | ---- | ---- | ---- | ---- |
| Počet obyvatel | 103  | 108  | 100  | 77   | 84   | 100  | 89   | 55   | 50   | 35   | 14   | 10   | 7    | 5    | 9    |
| Počet domů     | 16   | 16   | 16   | 15   | 15   | 15   | 15   | 15   | 15   | 11   | 6    | 11   | 11   | 10   | 13   |

## Obecní správa
Při sčítání lidu v letech 1850–1963 Vosí bylo osadou obce Kokšín v okrese Klatovy. Od roku 1964 je částí města Švihov v okrese Klatovy.

## Pamětihodnosti
- Stodola u domu čp. 4

## Fotogalerie

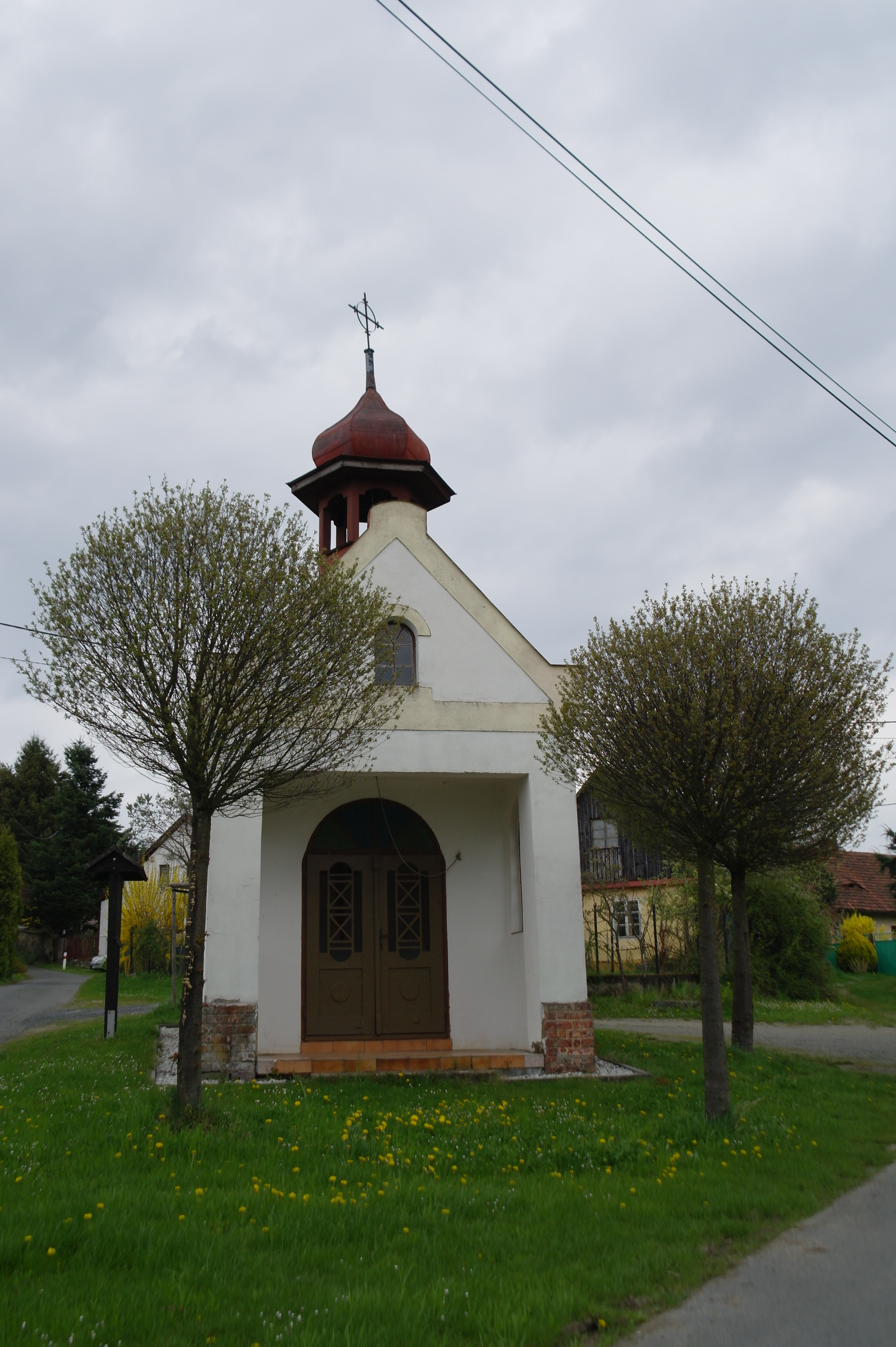
Kaple
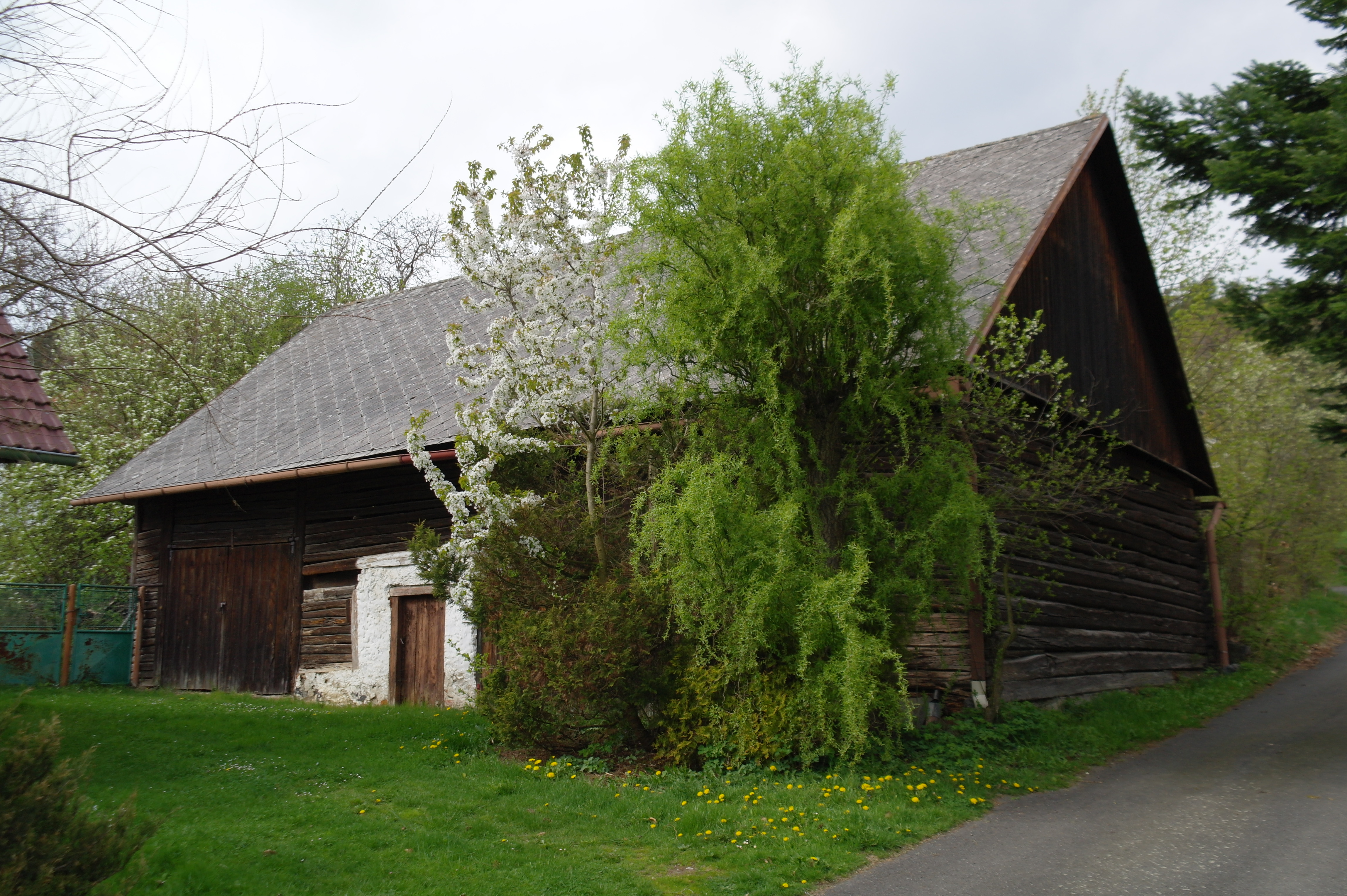
Roubenka
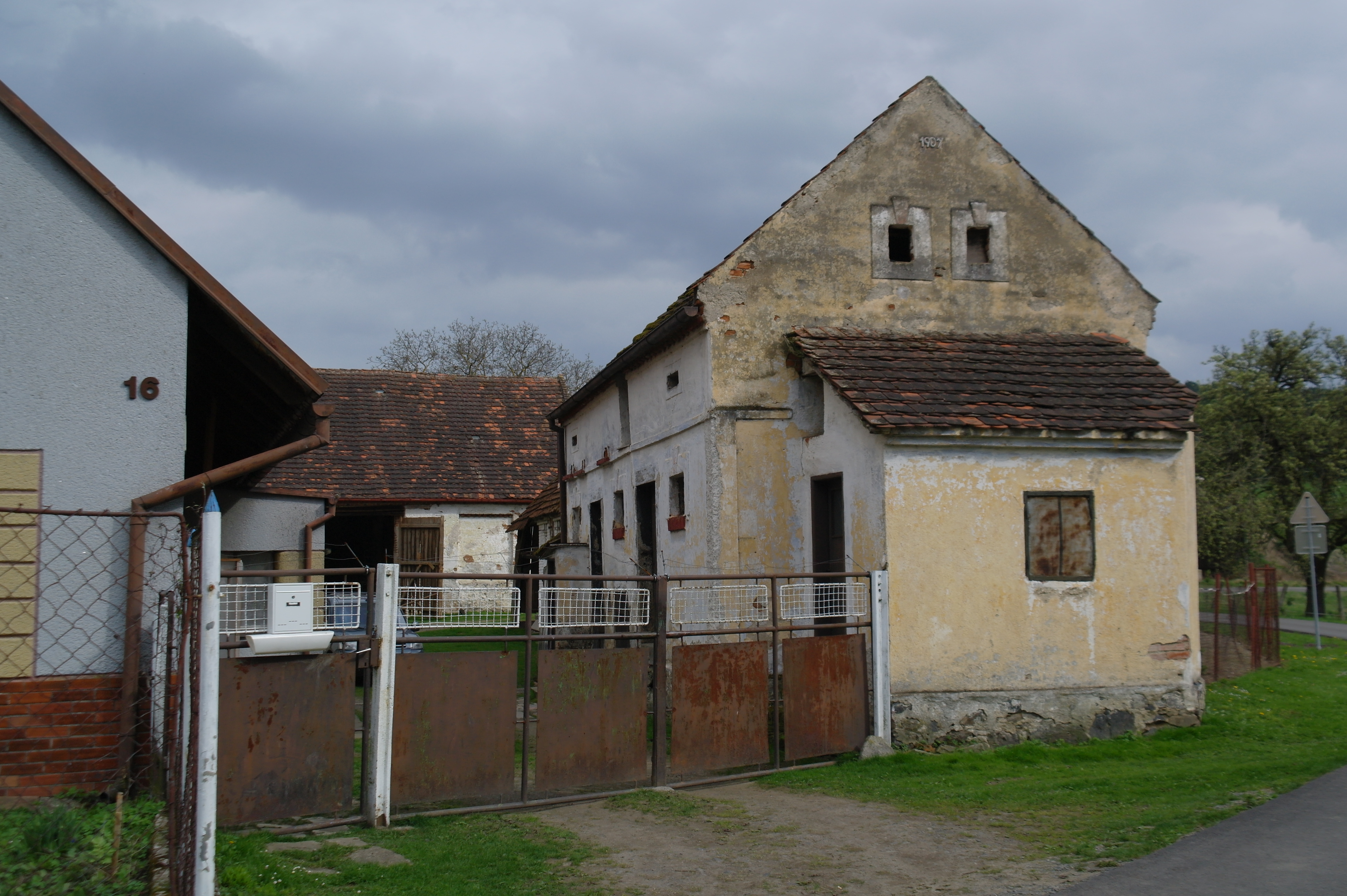
Statek